# Arnulfo Obando
Arnulfo Obando (* 1962 in Nicaragua; † 10. November 2016 ebenda) war ein nicaraguanischer Amateurboxer und Boxtrainer. Er war vor allem als Trainer seines Landmanns Roman Gonzalez, dem er den technischen Feinschliff verpasste, bekannt.
Im Jahre 2015 wurde Obando von der weltweit höchsten und bemerkenswertesten Boxzeitschrift The Ring für die Ehrung Trainer des Jahres nominiert. Im darauffolgenden Jahr wurde er von jener Zeitschrift zum Trainer des Jahres ausgezeichnet.